# Liste der Kulturdenkmäler in Kirchen (Sieg)
In der Liste der Kulturdenkmäler in Kirchen (Sieg) sind alle Kulturdenkmäler der rheinland-pfälzischen Stadt Kirchen (Sieg) einschließlich der Ortsteile Freusburg, Herkersdorf, Katzenbach, Offhausen, Wehbach und Wingendorf aufgelistet. Grundlage ist die Denkmalliste des Landes Rheinland-Pfalz (Stand 4. Mai 2023).

## Denkmalzonen
| Bezeichnung                      | Lage                                                      | Baujahr                     | Beschreibung | Bild                           |
| -------------------------------- | --------------------------------------------------------- | --------------------------- | --- | ------------------------------ |
| Denkmalzone Burg Freusburg       | Freusburg, Wilhelminenweg Lage                            | 12. Jahrhundert             | umfangreiche, unregelmäßige Anlage, erstmals im 12. Jahrhundert erwähnt, im 18. Jahrhundert verfallen, 1923 wiederhergestellt; Südbau bezeichnet 1540, Nordostbau aus dem 16. Jahrhundert, Zwischenbau von 1926; ehemals doppelte Ringmauer zur Ortsbefestigung                                  | weitere Bilder Fotos hochladen |
| Denkmalzone Ortskern Freusburg   | Freusburg, Bogenstraße, Burgstraße, Mittelbergstraße Lage | 17. bis 19. Jahrhundert     | östlich unterhalb der Burg liegende historische Ortslage mit zahlreichen Fachwerkhäusern des 17. bis 19. Jahrhunderts, zugehörig auch Burg Freusburg einschließlich der ehemaligen Vorburg | BW                             |
| Denkmalzone Gutssitz Junkernthal | Wingendorf, Junkernthal 1 Lage                            | Anfang des 20. Jahrhunderts | westlich der ehemaligen Bahnlinie gelegener Teil des Gutssitzes; große Villa, Anfang des 20. Jahrhunderts, Gesamtanlage mit Nebengebäuden, großflächigem Park mit Familienfriedhof, Brücke über den Asdorfer Bach und barockem Gartenpavillons am östlichen Bachufer; siehe auch Niederfischbach | BW                             |

## Einzeldenkmäler
| Bezeichnung                         | Lage                                                                  | Baujahr                               | Beschreibung | Bild                           |
| ----------------------------------- | --------------------------------------------------------------------- | ------------------------------------- | --- | ------------------------------ |
| Buschhof                            | Kirchen, Am Buschhof 8 Lage                                           | 1910er Jahre                          | barockisierender Mansarddachbau mit Mittelrisalit, 1910er Jahre, Architekt Paul Schultze-Naumburg | BW                             |
| Landhaus                            | Kirchen, Am Riegel 1 Lage                                             | 1909–1911                             | neoklassizistisches Landhaus, eingeschossiger Putzbau mit Pilastergliederung und Walmdach, bemerkenswerte raumfeste Ausstattung, 1909–1911 für Industriellenfamilie Jung/Hintze; 1923 erweitert um Wintergarten, Architekt Georg Metzendorf, Essen | BW                             |
| Wohn- und Geschäftshaus             | Kirchen, An der Siegbrücke 2 Lage                                     | 1908                                  | Putzbau, barockisierende Stuckfassade, 1908 | BW                             |
| Villa                               | Kirchen, Bahnhofstraße 14 Lage                                        | 1910er Jahre                          | Walmdachvilla, 1910er Jahre | BW                             |
| Bahnhof Kirchen                     | Kirchen, Bahnhofstraße 17/19 Lage                                     | gegen 1861                            | Empfangsgebäude, gegen 1861 | Fotos hochladen                |
| Villa                               | Kirchen, Bahnhofstraße 36 Lage                                        | um 1900                               | barockisierende Mansarddachvilla, um 1900 | BW                             |
| Villa                               | Kirchen, Bahnhofstraße 40 Lage                                        |                                       | ehemaliger Sitz der Reichsbank; Villa, Landhausstil, um 1900 | BW                             |
| Industrie- und Verwaltungsbauten    | Kirchen, Bahnstraße Lage                                              | spätes 19. und frühes 20. Jahrhundert | Werkshallen der Arnold Jung Lokomotivfabrik, spätes 19. und frühes 20. Jahrhundert | Fotos hochladen                |
| Alte Schule                         | Kirchen, Börnchenstraße 3/5 Lage                                      | 1903                                  | achtachsiger Backsteinbau, Fachwerkgiebel, bezeichnet 1903 | BW                             |
| Kleinsiedlung                       | Kirchen, Gartenstraße 3/5 und 4/6, Jungenthaler Straße 87 und 89 Lage | Anfang des 20. Jahrhunderts           | Kleinsiedlung aus vier Einzel- und Doppelhäusern; Betonsteinbauten mit Backsteineinfassungen, Anfang des 20. Jahrhunderts | BW                             |
| Wohnhaus                            | Kirchen, Grindeler Straße 25a Lage                                    | 18. Jahrhundert                       | Fachwerkhaus, 18. Jahrhundert | BW                             |
| Brunnen                             | Kirchen, Hauptstraße Lage                                             | zweite Hälfte des 19. Jahrhunderts    | Laufbrunnen, zweite Hälfte des 19. Jahrhunderts | Fotos hochladen                |
| Wohnhaus                            | Kirchen, Hauptstraße 14/16 Lage                                       | 1670                                  | stattliches Fachwerkhaus, teilweise verschiefert, Querbau mit Laubenerdgeschoss, angeblich von 1670 | Fotos hochladen                |
| Villa Stein                         | Kirchen, Hauptstraße 21 Lage                                          | 1881/82                               | Villa, asymmetrischer Putzbau, Neurenaissance, 1881/82 | Fotos hochladen                |
| Villa                               | Kirchen, Hauptstraße 25 Lage                                          | 1881/82                               | Villa, Neurenaissance, 1881/82 | Fotos hochladen                |
| Wohnhaus                            | Kirchen, Hauptstraße 38 Lage                                          | spätes 18. Jahrhundert oder um 1800   | fünfachsiger Mansarddachbau, verschiefert, spätes 18. Jahrhundert oder um 1800 | BW                             |
| Wohnhaus                            | Kirchen, Hauptstraße 45 Lage                                          | 1864                                  | ehemalige Bürgermeisterei; klassizistisch gegliederter Putzbau, Mittelrisalit mit Standerker, 1864 | Fotos hochladen                |
| Wohnhaus                            | Kirchen, Hauptstraße 48 Lage                                          | 1742                                  | spätbarockes Fachwerkhaus, teilweise verschiefert, angeblich von 1742 | Fotos hochladen                |
| Wohnhaus                            | Kirchen, Hauptstraße 49 Lage                                          | 17. oder 18. Jahrhundert              | stattliches Fachwerkhaus, verschiefert, wohl aus dem 17. oder 18. Jahrhundert | Fotos hochladen                |
| Gasthof                             | Kirchen, Jungenthaler Straße 43 Lage                                  | 18. Jahrhundert                       | Fachwerkbau, verschiefert, wohl aus dem 18. Jahrhundert | BW                             |
| Evangelische Martin-Luther-Kirche   | Kirchen, Kirchplatz 6 Lage                                            | 1770–72                               | frühklassizistischer Saalbau, 1770–72, romanischer Westturm, 1889 erhöht | Fotos hochladen                |
| Katholisches Pfarrhaus              | Kirchen, Kirchstraße 1 Lage                                           | um 1890                               | villenartiger Bruchsteinbau, wohl um 1890; Gesamtanlage mit Garten und Einfriedung | BW                             |
| Katholische Pfarrkirche St. Michael | Kirchen, Kirchstraße 2 Lage                                           | 1887–92                               | neugotische Bruchsteinhalle, 1887–92, Architekt Caspar Clemens Pickel, Düsseldorf; neugotisches Missionskreuz, bezeichnet wohl 1906; Gesamtanlage mit Gemeindehaus (Kirchstraße 4) und Pfarrhaus (Kirchstraße 1) | BW                             |
| Grabmäler                           | Kirchen, Kirchstraße, bei Nr. 2 auf dem Friedhof Lage                 | Mitte des 19. Jahrhunderts bis 1918   | Gräberfeld mit repräsentativen Grabdenkmälern, Mitte des 19. Jahrhunderts bis 1918, und Gräberfeld mit 10 Grabdenkmälern, 1870–1918 | BW                             |
| Rathaus                             | Kirchen, Lindenstraße 1 Lage                                          | 1906                                  | ehemalige evangelische Volksschule; repräsentativer Klinkerbau, Neurenaissance, 1906 | Fotos hochladen                |
| Roland                              | Kirchen, Lindenstraße, bei Nr. 1 Lage                                 | 1930                                  | Roland-Skulptur, 1930 von Carl Burger, Mayen | Fotos hochladen                |
| Villa                               | Kirchen, Lindenstraße 7 Lage                                          | 1875                                  | repräsentative Villa, Neurenaissance, 1875 | Fotos hochladen                |
| Apotheke                            | Kirchen, Lindenstraße 11 Lage                                         | 1860                                  | villenartiges Wohnhaus, Seitenrisalite, 1860, um 1890 Umbau zur Nutzung als Apotheke | Fotos hochladen                |
| Villa                               | Kirchen, Mittelstraße 2 Lage                                          | 1910er Jahre                          | ehemalige Werks- oder Direktorenvilla (?); Mansarddachbau in Park, 1910er Jahre | BW                             |
| Wohn- und Geschäftshaus             | Kirchen, Schulstraße 7 Lage                                           | Anfang des 20. Jahrhunderts           | Mansarddachbau, Reformarchitektur, Anfang des 20. Jahrhunderts | BW                             |
| Villa Schneider                     | Kirchen, nördlich von Brühlhof im Wald (Arnold-Jung-Straße 25) Lage   | 1910er Jahre                          | Walmdachvilla, 1910er Jahre | BW                             |
| Kriegerdenkmal                      | Kirchen, westlich von Grindel beim Friedhof Lage                      | 1920er oder 1930er Jahre              | Kriegerdenkmal 1914/18; Reichsadler auf sechseckigem Sockel | Fotos hochladen                |
| Wohnhaus                            | Freusburg, Bogenstraße 6 Lage                                         | 17. oder 18. Jahrhundert              | Fachwerkhaus, verkleidet und verschiefert, wohl aus dem 17. oder 18. Jahrhundert | BW                             |
| Quereinhaus                         | Freusburg, Burgstraße 16, Wasenweg 2 Lage                             | 18. Jahrhundert                       | ehemaliges Fachwerk-Quereinhaus, teilweise verschiefert, 18. Jahrhundert | BW                             |
| Gasthaus                            | Freusburg, Burgstraße 17 Lage                                         | um 1800                               | langgestreckter Krüppelwalmdachbau, Fachwerk, um 1800 | BW                             |
| Hofanlage                           | Freusburg, Burgstraße 30 Lage                                         | 17. Jahrhundert                       | linke Hälfte eines Fachwerkhauses, 17. Jahrhundert; verschieferte Fachwerkscheune | BW                             |
| Wohnhaus                            | Freusburg, Burgstraße 34 Lage                                         | 17. oder 18. Jahrhundert              | Fachwerkhaus, verkleidet, wohl aus dem 17. oder 18. Jahrhundert | BW                             |
| Wohnhaus                            | Freusburg, Burgstraße 36 Lage                                         | 17. oder 18. Jahrhundert              | Fachwerkhaus, verputzt und verkleidet, wohl aus dem 17. oder 18. Jahrhundert | BW                             |
| Quereinhaus                         | Freusburg, Burgstraße 40 Lage                                         | spätes 17. Jahrhundert                | Fachwerk-Quereinhaus, wohl noch aus dem 17. Jahrhundert, Straßenseite im 19. Jahrhundert erneuert | BW                             |
| Wohnhaus                            | Freusburg, Burgstraße 42 Lage                                         | 17. oder 18. Jahrhundert              | Fachwerkhaus, verkleidet, wohl aus dem 17. oder 18. Jahrhundert | BW                             |
| Bergamtliches Haus                  | Freusburg, Burgstraße 46 Lage                                         | um 1770                               | ehemaliges Bergamtliches Haus; stattlicher Mansarddachbau, teilweise Fachwerk, um 1770 | BW                             |
| Wohnhaus                            | Freusburg, Kapellenweg 2 Lage                                         | 19. Jahrhundert                       | Fachwerkwohnhaus, teilweise massiv und verschiefert, 19. Jahrhundert | BW                             |
| Evangelische Pfarrkirche            | Freusburg, Kapellenweg 10 Lage                                        | 1755                                  | Saalbau, 1755 | BW                             |
| Quereinhaus                         | Freusburg, Wilhelminenweg 1 Lage                                      | 18. Jahrhundert                       | Fachwerk-Quereinhaus, teilweise verschiefert, 18. Jahrhundert | BW                             |
| Freusburger Mühle                   | Freusburg, südlich des Ortes (Auf dem Queckhahn) Lage                 | 1774                                  | Krüppelwalmdachbau, teilweise Fachwerk und verschiefert, angeblich von 1774; barockisierender Massivbau, bezeichnet 1885, Mühlenteil im Kern möglicherweise älter; Verwaltungs- bzw. Wohn- und Wirtschaftsgebäude, Fachwerk, teilweise verputzt und verschiefert, 19. oder 20. Jahrhundert, im Kern teilweise eventuell älter; Mühlenbauten, anspruchsvolle Industriearchitektur, wohl von 1888 und jünger; Gesamtanlage | weitere Bilder Fotos hochladen |
| Katholische Heilig-Kreuz-Kirche     | Herkersdorf, Druidenstraße 1 Lage                                     | 1957                                  | Zentralbau mit Kegeldach, Bruchstein, bezeichnet 1957 | weitere Bilder Fotos hochladen |
| Wohnhaus                            | Herkersdorf, Jägerstraße 1 Lage                                       | 17. oder 18. Jahrhundert              | Fachwerkhaus mit Niederlass, verkleidet und verschiefert, wohl aus dem 17. oder 18. Jahrhundert | BW                             |
| Wohnhaus                            | Herkersdorf, Jägerstraße 9 Lage                                       | 18. Jahrhundert                       | Fachwerkhaus, teilweise massiv, 18. Jahrhundert | BW                             |
| Tagelöhnerhaus                      | Katzenbach, Dorfstraße 6 Lage                                         | zweite Hälfte des 19. Jahrhunderts    | eingeschossiger Fachwerkbau, zweite Hälfte des 19. Jahrhunderts | BW                             |
| Wohnhaus                            | Katzenbach, Dorfstraße 51 Lage                                        | 18. Jahrhundert                       | Fachwerkhaus mit Niederlass, teilweise verschiefert, 18. Jahrhundert | BW                             |
| Hirtenhaus                          | Katzenbach, Weiherstraße 1 Lage                                       | 17. oder 18. Jahrhundert              | ehemaliges Hirtenhaus; Fachwerkbau, 17. oder 18. Jahrhundert | BW                             |
| Wohnhaus                            | Offhausen, Sonnenhang 28 Lage                                         | 18. Jahrhundert                       | Fachwerkhaus, 18. Jahrhundert | BW                             |
| Bürgerhaus                          | Wehbach, Bachstraße 13 Lage                                           | um 1905                               | ehemalige Schule; stattlicher Putzbau, teilweise Fachwerk, um 1905 | BW                             |
| Hofanlage                           | Wehbach, Hof Niederasdorf 1/3 Lage                                    | 18. Jahrhundert                       | Hofanlage; Fachwerkhaus, teilweise massiv, Fachwerkscheune, 18. Jahrhundert | BW                             |
| Wohnhaus                            | Wehbach, Hof Niederasdorf 15 Lage                                     | 17. oder 18. Jahrhundert              | Fachwerkhaus, teilweise massiv, verkleidet, wohl aus dem 17. oder 18. Jahrhundert | BW                             |
| Katholische Kirche St. Petrus       | Wehbach, Wingendorfer Straße 1 Lage                                   | 1932                                  | Putzbau mit turmartig erhöhtem Westwerk, 1932 | BW                             |

## Ehemalige Kulturdenkmäler
| Bezeichnung | Lage                            | Baujahr | Beschreibung | Bild |
| ----------- | ------------------------------- | ------- | --- | ---- |
| Krankenhaus | Kirchen, Johannesstraße 14 Lage | 1910    | ehemaliges evangelisches Krankenhaus; repräsentativer eingeschossiger Mansarddachbau, Reformarchitektur, 1910; 2015 abgebrochen | BW   |